# Noordse waterlijster
De noordse waterlijster (Parkesia noveboracensis) is een zangvogel uit de familie Parulidae (Amerikaanse zangers).

## Verspreiding en leefgebied
Deze soort komt voor in noordelijk Noord-Amerika en overwintert in West-Indië en noordelijk Zuid-Amerika.